# Амос Оз
Амос Оз (на иврит: עמוס עוז, роден Амос Клаузнер) е израелски писател и журналист. Професор по литература в университета Бен-Гурион в Беер Шева и съосновател на пацифисткото движение „Мир сега“.

## Биография
Амос Клаузнер е роден на 4 май 1939 г. в йерусалимското предградие Керем Авраам, в семейството на Йехуда и Фаня Клаузнер, емигранти-ционисти от Източна Европа. През 1954 г., две години след самоубийството на майка си, се преселва в кибуца Хулда, където живее и работи до 1986 г. Там той променя името си на Оз („сила“). Следва философия и литература в Еврейския университет в Йерусалим (1960 г. – 1963 г.). По време на своето следване, през 1961 г., публикува и първите си разкази, последвани от серия статии и есета за арабско-израелския конфликт.
Оз участва през 1967 г. в шестдневната война в Синай и във войната от Йом Кипур от 1973 г. След шестдневната война се застъпва активно за мирно решение на палестинския проблем, като един от основателите на антивоенното движение „Мир сега“. Той подкрепя идеята за две отделни държави – Израел и Палестина, с две отделни столици в разделения Йерусалим. От средата на 80-те години преподава в Оксфордския и Еврейския университет.
През 1986 г. Амос Оз заедно със своето семейство напуска кибуца Хулда и се преселва в Арад в пустинята Негев.
Амос Оз е един от най-популярните еврейски писатели, наричан е „еврейския Толстой“, пише на иврит, автор е на 18 книги и над 450 есета, преведени на 37 езика и издавани в 39 страни. Носител е на многобройни награди и през последните години е сред най-сериозните кандидати за Нобелова награда за литература.